# Psilopsiagon
Psilopsiagon es un género de papagayo de la familia Psittacidae.
En la taxonomía de Sibley-Ahlquist, las especies de este género son incorporadas en el género Bolborhynchus.